# Giovanni Battista Cecchi
Giovanni Battista Cecchi (Firenze, 1748-1749 – Firenze, dopo il 1815) è stato un incisore italiano.

## Biografia
Incisore e mercante di stampe, Giovanni Battista Cecchi abbandonò il suo primo mestiere di falegname, perché ferito alla mano destra. Si esercitò nel disegno, sotto la guida di Francesco Conti, che era maestro della galleria granducale fiorentina; quindi si dedicò all'incisione, al seguito di Ferdinando Gregori. Utilizzava il bulino - raramente e solo per i contorni l'acquaforte - per riprodurre dipinti di artisti, per lo più di ambiente fiorentino. Tra le sue prime incisioni datate, la Madonna col Bambino su rame, tratta da un dipinto di Annibale Carracci, 1767, (Istituto nazionale per la grafica) e il Matrimonio mistico di Santa Caterina, da Francesco Vanni, 1768.

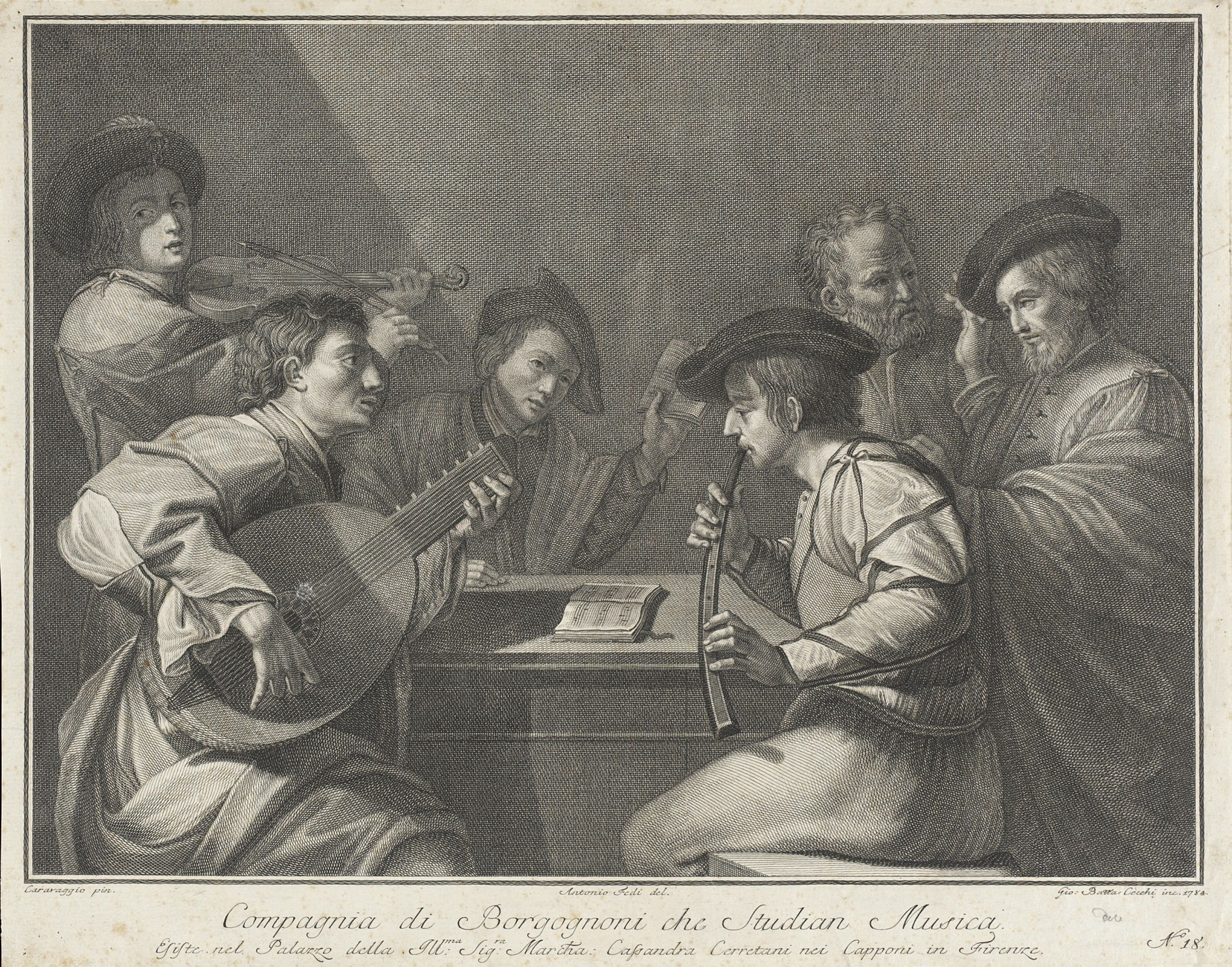
Giovanni Battista Cecchi, Gruppo di musici, 1784 (Los Angeles County Museum of Art)

Il granduca di Toscana Leopoldo II d'Asburgo-Lorena attuava in quegli anni un rilancio della diffusione della cultura, favorendo imprese editoriali di largo respiro, ricche di immagini incise. Nel 1769 iniziarono le pubblicazioni dell'opera, in dodici tomi, Serie degli uomini i più illustri nella pittura, scultura, e architettura con i loro elogi, e ritratti incisi in rame cominciando dalla sua prima restaurazione fino ai tempi presenti, cui Giovanni Battista Cecchi collaborò fin dal primo tomo, incidendo molti dei 300 ritratti di uomini celebri.
Si devono alla sua mano i ritratti del violinista Pietro Nardini, di San Francesco da Paola, dello scultore Vellano da Padova, di Battista Franco pittore veneziano e anche di Leopoldo II con la famiglia (da Giuseppe Piattoli, 1785) e di Ferdinando III di Toscana e di sua moglie Luisa Maria Amalia di Borbone-Napoli (da Piattoli, 1791).
Alcune incisioni sono firmate "Cecchi & Eredi", poiché egli le realizzò in collaborazione con l'incisore e mercante di stampe Benedetto Eredi; tra cui quelle che decorano i due volumi Bonarum artium splendori XII tabulae a praestantissimis Italiae pictoribus expressae 1776-1779 e l'incisione Divini poetae Dantis Alighieri sepulcrum, così come ricostruito da Camillo Morigia, 1783.
Giovanni Battista Cecchi ha inciso anche I dodici mesi dell'anno, da disegni di G. Zocchi. Ha anche collaborato, con incisioni, alla Raccolta de' più insigni bassirilievi in bronzo e in marmo che si veggono al pubblico e nelle private Gallerie di Firenze di Gaetano Vascellini. Ha prestato la sua opera d'incisore all'opera Effigies faeminarum pictricium philarmonicarum aliisque artibus liberalibus insignium nec non theatralibus spectaculis aptissimarum alphabetico ordine dispositae, edita a Venezia, (ante 1778-1804) ed è stato uno degli incisori che hanno collaborato ai primi due volumi dell'opera L'Etruria pittrice ovvero Storia della pittura toscana dedotta dai suoi monumenti che si esibiscono in stampa dal secolo X fino al presente di Marco Lastri.
Appartiene al gruppo di incisori che fornirorono immagini a sostegno delle ragioni della controrivoluzione: incise infatti, nel 1800 Insurrezione degli Aretini contro i Francesi, il Combattimento sulla Piazza del Duomo di Arezzo, La Fedeltà degli Aretini e Cortona liberata dal giogo de' Francesi.

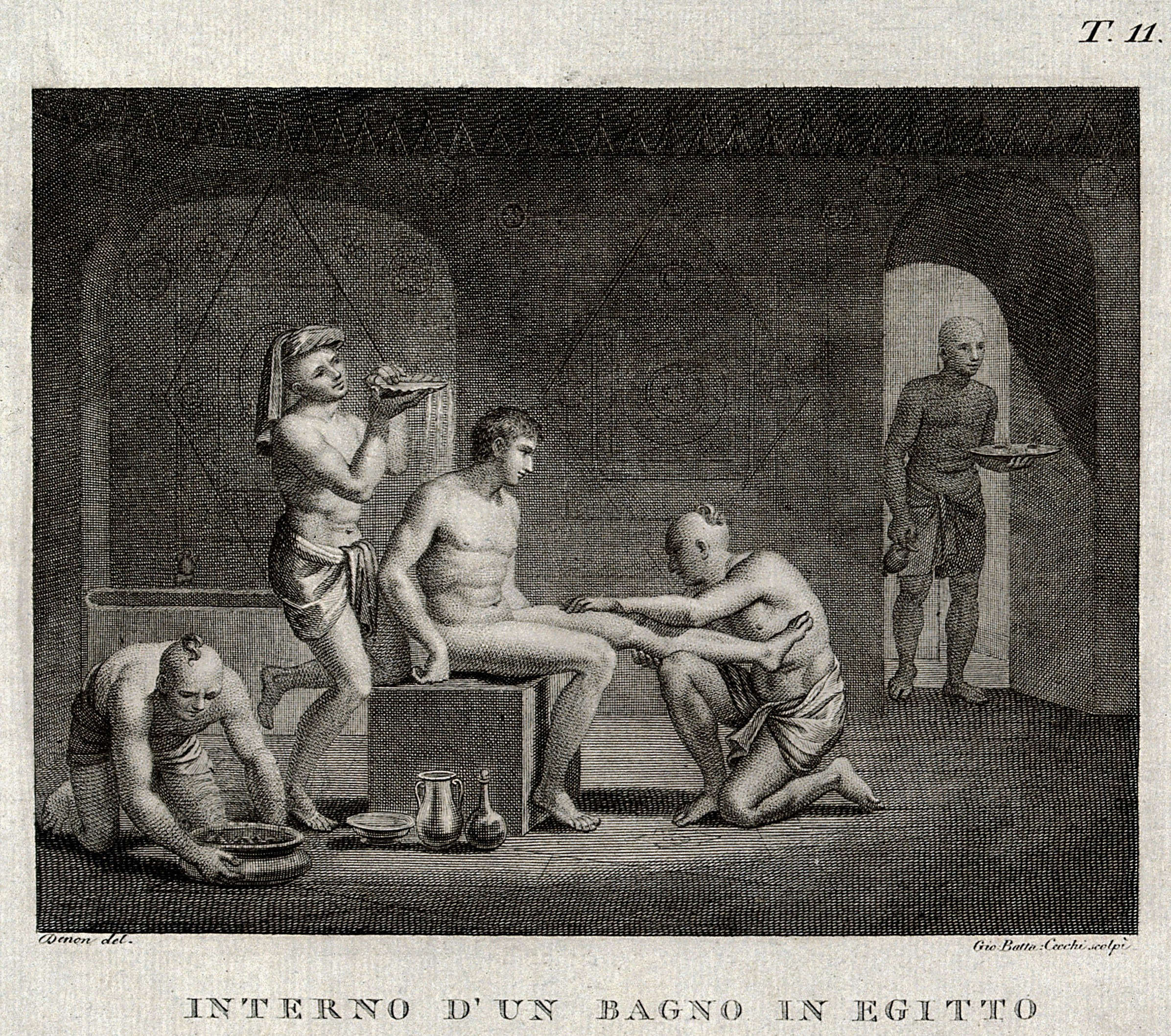
Giovanni Battista Cecchi, Interno di in bagno egiziano, 1808

Incise alcune delle Tavole spettanti al viaggio nel Basso ed Alto Egitto, tratte da disegni di Dominique Vivant Denon, nella prima traduzione in italiano dal francese.
L'ultima sua opera, che fu portata a termine in collaborazione con Eredi, è il ciclo di incisioni per la Vita di Papa Pio VII, tratte da disegni di G. Pera e di Emilio Cateni.
Un gruppo consistente di sue incisioni di conserva a Roma, all'Istituto nazionale per la grafica.

### Altre incisioni
- Supplemento alla Serie dei trecento elogi e ritratti degli uomini i più illustri in pittura, scultura e architettura o sia Abecedario pittorico dall'origine delle belle arti a tutto l'anno 1775, Firenze, stamperia Allegrini, Pisoni e comp., 1776, SBN UFIE003691. Ritratto calcografico di Ferdinando Fuga disegnato da A. Pellegrino e inciso da G.B. Cecchi.
- Giuseppe Baldassarri, Osservazioni ed esperienze intorno al bagno di Montalceto, Siena, da Luigi e Benedetto Bindi, 1779, SBN LIAE016568. Ritratto inciso da G. B. Cecchi.
- Antonio Capretti (disegnatore), Profilo della livellazione che si parte dalla fabbrica del Callone pontificio, e giunge alla confluenza del torrente Mojano col fiume Tresa, s.l., s-e., 1780, SBN CFI0802125. Incisione di G. B. Cecchi.
- Gregorio Leti, Vita di donna Olimpia Maidalchini Pamfili principessa di S. Martino cognata d'Innocenzio X sommo pontefice, s.l., s.e., 1781, SBN TO0E003995. Ritratto calcografico di donna Olimpia di G. B. Cecchi.